# Facelift
 For alternative betydninger, se Facelift (flertydig). (Se også artikler, som begynder med Facelift)
Et facelift er i bilbranchen optiske og/eller tekniske modifikationer på en given køretøjsmodel.
De enkelte bilfabrikanter bruger som regel deres egne betegnelser for facelift, f.eks. LCI for Life Cycle Impulse (BMW) eller PA for Produktaufwertung (Volkswagen).

## Generelt
Modelændringer, hvor tekniske detaljer på en og samme bilmodel modificeres, finder hos nogle fabrikanter sted årligt og hos andre fabrikanter på et tilfældigt tidspunkt i den løbende masseproduktion. Det mest almindelige er at gennemføre et facelift cirka midtvejs i modellens produktionsperiode. Typisk omfatter et sådant facelift nye tilgængelige motorvarianter, yderligere udstyrsmuligheder samt optiske modifikationer, der som oftest berører detaljer som lygter eller kofangere. Angiveligt findes der i nogle tilfælde allerede ved introduktionen af en ny bilmodel planer om et senere optisk facelift. I modsætning til et modelskifte, hvor en helt nyudviklet model kommer på markedet, forbliver modellen efter et facelift teknisk set næsten identisk, men typisk med mindre detailmodifikationer. De fleste af ændringerne er af visuel karakter (f.eks. pyntelister, lygter, kølergrill og/eller indtræk).
I rammerne af et facelift eller et modelskifte bliver den nye, modificerede model som oftest lanceret som det efterfølgende års årsmodel. Finder et facelift eller et modelskifte for eksempel sted i efteråret i år N, lanceres bilen som "model N+1". Er det derimod i foråret, benyttes alt efter fabrikant i stedet betegnelsen M/II.
Et formål med facelifts er typisk at give en forsmag på en kommende helt ny model, og dermed øge salgstallene. Biler af den faceliftede model annonceres af fabrikanten som regel som nye modeller. Ukritiske medier følger denne stil og beskriver ligeledes modelændringen som en nyudvikling.
Et facelift kan også indebære en ændring af modelnavnet; dette var f.eks. tilfældet med omdøbningen af Audi 100 til A6 i 1994. Et andet eksempel er faceliftene af Citroën DS3, DS4 og DS5, som ændrede varemærket fra Citroën til DS.

## Afgrænsning
Hvad der blot er et facelift og hvad der er en helt ny model, er meget omdiskuteret. Delvist omfangsrige facelifts og øget genbrug af vitale dele som f.eks. platforme efterlader en gråzone. I medial konsens gælder f.eks. Mercedes-Benz type 222 (S-klassen fra 2013) som en helt ny model, selv om den deler platform og typegodkendelse med forgængeren. Det i samme år udførte facelift på E-klassen (type 212) gælder derimod kun som et facelift, selv om ændringerne var meget omfattende. Begge modeller er af Mercedes-Benz blevet annonceret som nye.
Volkswagen Golf VI (2008−2012) betragtes officielt som den sjette modelgeneration af Volkswagen Golf, men er i virkeligheden blot en faceliftet udgave af Golf V (2003−2008).

## Planlægning
Et facelift eller et modelskifte gennemføres ofte samtidig med overgangen fra et modelår til det efterfølgende. Dette er en fordel ved udarbejdelsen af salgsbrochurer, instruktionsbøger osv., da modelåret som regel også fremgår af registreringsdokumenterne. Samtidig lettes produktionsplanlægningen og -styringen, da de forskellige tekniske ændringer ikke indføres hver for sig, men derimod samtidig i den løbende masseproduktion og derved lettes også bestillingen af reservedele.

## Eksempler

### Modelændring uden facelift
Mercedes-Benz type 123 blev i løbet af sin tiårige produktionsperiode ikke ændret ret meget udvendigt. Modelændringerne var hovedsageligt af teknisk karakter.
I løbet af modellens levetid blev der bl.a. introduceret nyudviklede motorer, ændret kabineindretning og nye udstyrsmuligheder. Det udvendige design ændrede sig kun ganske lidt, bl.a. blev ved introduktionen kun til topmodellerne tilgængelige udstyrsdetaljer, som f.eks. bredbåndshalogenforlygter, fra september 1982 også monteret i de billigere versioner.

### Mindre facelift
BMW 5-serien blev i september 2000 diskret optisk og teknisk modificeret til modelåret 2001. Forlygterne fik positionslysringe og runde blinklys, og også baglygterne blev let modificeret. Alle stødlister blev lakeret i bilfarven (undtagen biler med M-pakke samt M5). Kromindramningen og formen på BMW-nyrerne blev også ændret, ligesom frontskørternes design. Tågeforlygterne blev runde i stedet for rektangulære, og motorprogrammet blev også ændret.

### Omfangsrigt facelift
Ford Scorpio blev i oktober 1994 kraftigt modificeret til modelåret 1995. Ændringerne berørte bilens front (forlygter, forskærme, motorhjelm, kofangere, kølergrill etc.). Sedanen fik i modsætning til stationcarudgaven ligeledes en helt ny bagende, mens combi coupé'en udgik helt.
På grund af sin i vidt omfang identiske teknik er Scorpio '95 grundlæggende kun en moderniseret Scorpio '92.
Et væsentligt facelift fik også Fiat Multipla, hvor den karakteristiske "trinfront" med de runde forlygter bortfaldt i 2004.

### Modelændring ved ændring af varemærke
I bilindustriens historie er det sommetider sket, at en fabrikant er blevet opkøbt af en anden. I sådanne tilfælde er modeller fra den overtagne fabrikat ofte med mindre ændringer blevet tilføjet til den overtagende fabrikants modelprogram. Et eksempel fra lastbilindustrien er Magirus-Deutz MK-serien. I rammerne af indlemmelsen af Magirus-Deutz i Iveco-koncernen fra 1975 til 1983 fik MK-serien fra Magirus-Deutz, som allerede i 1980 havde fået en anden kølergrill, et yderligere facelift i 1983, hvor blinklysene blev monteret i den nu af kunststof i stedet for metal fremstillede kofanger. Samtidig blev kabinen nydesignet og varemærket ændret til Iveco. Omstillingen skete meget forsigtigt fra "Magirus-Deutz" over "Magirus Iveco" og "Iveco Magirus" til til sidst blot "Iveco", for langsomt at flytte stamkunder videre til det nye mærke.